# Fritz Wolf (Turner)
Friedrich Franz Karl „Fritz“ Wolf (* 21. Januar 1880 in Dassel; † 27. August 1961 in Hannover) war ein deutscher Kunstturner.

## Biografie
Fritz Wolf nahm bei den Olympischen Sommerspielen 1908 in London im Einzelmehrkampf teil. Er belegte hinter seinem Landsmann Curt Steuernagel den fünften Platz.